# 边保民
边保民，男，中華人民共和國政治、軍事人物，武警少將。

## 生平
歷任山東省人大常委、中共十九大代表、中國人民武裝警察部隊山東省總隊政治委员、武警新疆总队政治部副主任、武警新疆总队副政委等。  